# Wiener Neustädterkanaal
Het Wiener Neustädterkanaal was Oostenrijks enige scheepvaartkanaal. Het werd in gebruik gesteld in 1803 en werd vóór de Eerste Wereldoorlog al nauwelijks meer gebruikt.